# Пабло Баркос
Пабло Баркос Пласа (ісп. Pablo Barcos Plaza; 26 січня 1913, Сестао, Країна Басків, Іспанія — 31 грудня 1997, Мехіко, Мексика) — іспанський футболіст, що грав на позиції захисника. У футбольних колах також відомий як Пабліто Баркос (ісп. Pablito Barcos).

## Клубна кар'єра
З 1931 року захищав кольори команди «Баракальдо». У 1934 році відбулося розширення Сегунди і одним з новачків ставйого клуб. У другому дивізіоні відіграв лише два сезони, розпочалася громадянська війна.
Протягом 1937—1939 років захищав кольори збірної Країни Басків, яка проводила турне по країнам Європи та Південної Америки і допомагала коштами постраждалим у громадянській війні. 15 липня баски провели поєдинок у Києві з «динамівцями». Гра завершилася перемогою гостей з рахунком 3:1; хет-триком відзначився Ісідро Лангара, а єдиний м'яч у господарів забив Віктор Шиловський. У цьому матчі Пабло Баркос перебував на лаві запасних, а всього протягом турне на поле виходив 26 разів.
Збірна Басконії, під назвою «Депортіво Еускаді», стала віце-чемпіоном Мексики 1939 року. По завершенні сезону команда припинила існування, а гравці роз'їхалися по мексиканським і аргентинським клубам. Грегоріо Бласко, Серафін Аедо, Пабло Баркос, Фелікс де лос Херос і Хосе Мануель Уркіола обрали клуб «Реал Еспанья».